# II. Rákóczi Ferenc pénzügyi politikája

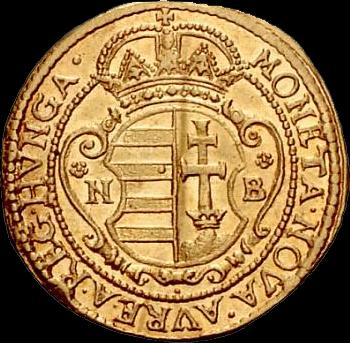
II. Rákóczi Ferenc 1 dukátos érméje, (1705), körfelirat: MONETA:NOVA: ·AVREA·REG·HVNGA, koronás kiscímer barokkos díszítéssel

A Rákóczi-szabadságharc végkimenetelének az okai a gazdasági háttérben rejtőzködnek.

## II. Rákóczi Ferenc reménytelen vállalkozása
II. Rákóczi Ferenc Magyarország leggazdagabb főnemese volt a 17. század végén. Birtokai 1 300 000 katasztrális holdat (több mint 700 000 hektár), számos várat, 30 mezővárost, több száz falut és pusztát foglaltak magukba. Ezzel ellentétben, amikor 1703-ban a kuruc mozgalom élére állt, Magyarország Európa legszegényebb országai közé tartozott, mert az elhúzódó törökellenes háborúk romba döntötték az országot. Mindezt megtetőzte a Habsburgok kíméletlen adópolitikája és sómonopóliuma, ami megfosztotta megélhetési lehetőségétől az ország szegényebb rétegeinek nagy részét.
Az Esze Tamás és Kis Albert által kirobbantott szegénylegény-felkelés élére meghívták a Lengyelországban bujdosó Rákóczi Ferencet, aki némi huzavona után el is fogadta a meghívást. A szabadságharc azonban nem indult valami szép kilátásokkal: Rákóczinak nem volt pénze, mivel a birtokai a Habsburgok lefoglalták és Esze Tamás mindössze 250 gyengén felszerelt és kevés katonai tapasztalattal rendelkező sereggel várta az országba. Rákóczi mégis elfogadta a meghívást és megpróbálta a lehetetlent. Miután átlépte a határt, megpróbálta megnyerni az összes társadalmi réteget a szabadságharc számára, de a nemesség csak vonakodva csatlakozott és a zöme hűséges maradt a Habsburgokhoz egész végig.
Rákóczi óriási gazdasági problémákkal küszködött. Szerzett kevés kölcsönt Lengyelországból, de ebből csak 800 zsoldos felfogadására futotta. Egyetlen megoldás létezett: minél hamarabb visszafoglalni a Habsburgoktól a birtokait, amelyek segítségével élelmezni tudta a hadseregét, amelyik fokozatosan nőtt és egyre nagyobb gondot okozott az ellátása. De a csatlakozó szegénylegények, jobbágyok és volt végvári vitézek alig rendelkeztek valamilyen fegyverzettel. Magyarország fegyvergyártása visszamaradott volt, tehát külföldről kellett a fegyverek zömét beszerezni. Ehhez pedig pénz kellett. A katonáknak zsoldot kellett fizetni, ehhez is pénz kellett. Ruházatukat is meg kellett venni, ehhez is pénz kellett. Sürgősen szükség volt tehát pénzre.

## Rákóczi államának a bevételi forrásai
Rákóczi államának a bevételi forrásait hét típusra oszthatjuk: adók, nemesfémpénzverés, kincstári jövedelmek (állami bányák, vámok, elkobzott birtokok), bányászat, francia pénzsegély XIV. Lajostól, kölcsönök, Rákóczi birtokai.
Minden állam a bevételeinek a zömét az adóztatásból szerzi, azonban Rákóczinak ezen a téren nagy problémákkal kellett szembenéznie: az utóbbi években a Habsburgok óriási adóterheket róttak ki Magyarországra és Erdélyre, ami a lakosság elszegényedéséhez és az adóztatással szembeni ellenszenvének a növeléséhez vezetett. Ezért Rákóczi a szabadságharc első évében (1703) nem is folyamodott rendszeres pénzadózáshoz, a terményadót is csak minimálisan, a hadsereg ellátási szükségleteinek a fedezésére korlátozta. Szüksége volt azonban készpénzre, és ezért ideiglenesen visszaállította a sómonopóliumot, noha ezt a császári kormányzat egyik fő bűnének tartotta. A készpénzszükséglet egyre égetőbbé vált, és Rákóczinak egyelőre nem volt törvényes felhatalmazása készpénzadó kivetésére, amitől egyébként is ódzkodott.

## A rézpénz rövid sikertörténete

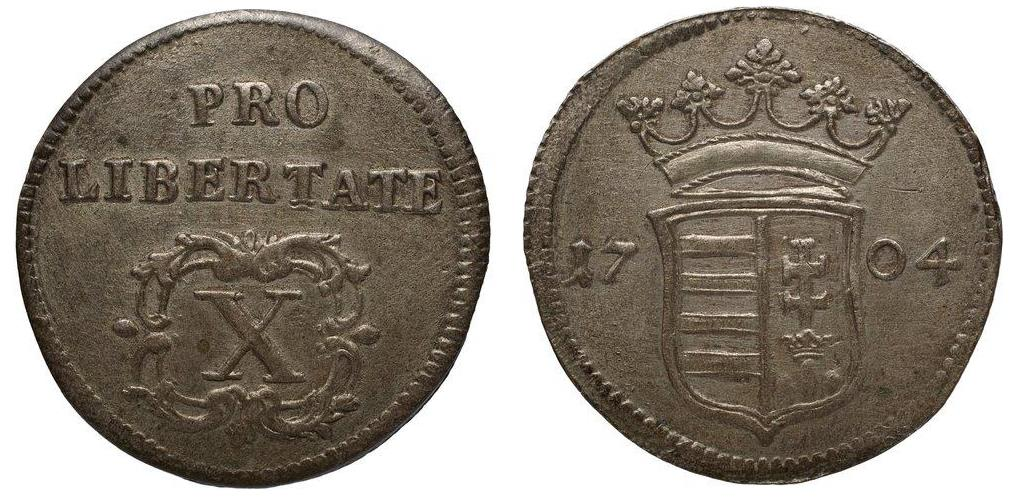
10 rézpoltura a Rákóczi-szabadságharc idejéből. (1704)

A készpénzhiányt rézpénzkibocsátással próbálta megoldani. A rézpénzt szükségpénzként akarta bevezetni a hadsereg fizetésére és a parasztság megadóztatásának elkerülésére. Reménykedett, hogy a háború hamarosan véget ér és az államkincstár a békekötés után beváltotta volna a rézpénzt arany- illetve ezüstpénzre. 1704 tavaszán 2 millió forint értékű rézpénz verésére kért felhatalmazást a vármegyéktől. A rézpénz verése kisebb mértékben már elkezdődött, azonban 1704 tavaszán ezt nagy mennyiségben kezdték kibocsátani. A 2 millió forint hatalmas összeget jelentett abban a korban, amikor egy marhát 15 forinttal, egy lovat 25 forinttal lehetett megvenni.
A rézpénz forgalomba hozatala valójában belső kényszerkölcsön felvételét jelentette: aki rézpénzért árut adott el, lényegében kölcsönzött a kuruc államnak, a viszonyok konszolidálódásával történő visszafizetés reményében. A rézpénz megfelelt a később általánossá váló papírpénznek, tehát tulajdonképpen pénzjegy volt, amelynek fedezetét a kortársak a kincstári javakban, valamint a hatalmas Rákóczi- és Bercsényi-birtokokban látták. Forgalma tehát a bizalomtól függött, ezt azonban már kezdettől bizonytalanná tette, hogy a „verespénz” csak a katonaság fizetésére, élelmiszer és iparcikkek vásárlására szolgált, tehát nem volt teljes funkciójú fizetőeszköz. Külföldön természetesen nem fogadták el, s a felkelés katonai helyzete sem növelte a bizalmat iránta.

## A rézpénz sorsának a megpecsétlődése
A rézpénz történetében a fordulat 1704 őszén következett be: a francia csapatok, Rákóczi szövetségesei, vereséget szenvedtek Höchstädtnél, és a rövid háború illúzióvá vált. További készpénzre volt szükség és újabb 2 millió forintnyi rézpénz kibocsátására került sor. Ezzel kezdetét vette a rézpénz inflálódása, és végül a folyamat kicsúszott a központi hivatalok ellenőrzése alól (Körmöcbányán és Kassán irdatlan mennyiségben „hamisították”). Emiatt megközelítőleg sem tudjuk felbecsülni a forgalomban levő rézpénz mennyiségét, de a kortársak is 6–15 millió forint közötti összegekről beszélnek. Ennek a következménye egy gyors inflálódás lett, előbb a névértékének 50–60%-ára, majd 20–25%-ára, ami nagyjából megfelelt a réz fémértékének. Ugyanakkor az ezüstpénz eltűnt a forgalomból (Gresham-törvény), mivel mindenki rézpénzzel próbált fizetni és mástól ezüstpénzt követelni.
A rézpénzzel szembeni bizalmatlanságot és elégedetlenséget az is növelte Rákóczi kurucai sorában, hogy az idegen zsoldosokat ezüstpénzzel fizették (rézpénzért nem harcoltak volna), míg a magyar csapatok rézpénzben kapták a zsoldjukat, amit pedig a kereskedők nem akartak elfogadni tőlük. A rézpénz kibocsátása kicsúszott a központi hivatalok ellenőrzése alól, ezért az ónodi országgyűlésen (1707. június) úgy döntöttek, hogy csak 2 200 000 forint értékű rézpénz maradhat forgalomban (ezt kis bélyeggel ellátják). A „pecsétes kongó” azonban ugyanolyan értéktelenné vált, mint a korábbi és végül 1708-ban kivonták a forgalomból, és nyersrézként mázsaszámra eladták a török kereskedőknek. Így ért véget a Rákóczi rézpénzének a története. A gondolat az egyébként forradalminak számított, megelőzte korát (Svédországban volt hasonló próbálkozás és Franciaországban papírpénzzel, de mindkét esetben kudarc volt a végeredmény), azonban a korabeli társadalom bizalomhiánya a rézpénz iránt és főleg a szabadságharc pozitív végkimenetelében való bizalomhiány (ebben az esetben Rákóczi állama beválthatta volna a rézpénzt nemesfémre) miatt Rákóczi próbálkozása kudarcot vallott.

## A közteherviselés bevezetése
Mivel a francia segélypénzek összege szinte szimbolikus volt (12 000 forint havonta), a nemesfémbányászat stagnált (és emiatt a nemesfémpénzverés is), a kincstári jövedelmek (állami bányák, vámok, elkobzott birtokok) nem tudták kielégíteni a szükségleteket, és nagy összegű kölcsönökre Rákóczi nem tehetett szert (a legnagyobb kölcsönt Debrecen városától vette fel 54 000 forint értékben), nem maradt más hátra, mint megadóztatni a lakosságot. Az adópolitika terén is forradalmi volt Rákóczi intézkedése: bevezette a közteherviselést. A nemesség eddig nem adózott, mivel nemesi kiváltsága volt az adómentesség, csak katonai szolgálattal tartózva az uralkodónak. Mivel a parasztság súlyos terheknek volt alávetve (terményadó, katonaság elszállásolása, fuvarozás, várépítés stb. – és emellett sokan még katonáskodtak is), Rákóczi a nemesség megadóztatása mellett döntött.
Noha a nemességre nem róttak ki akkora adót, mint amekkora gazdasági erővel rendelkezett (a nehezét továbbra is a parasztság vitte el a vállán), forradalminak számít a közteherviselés bevezetése, mivel a szabadságharc bukása után csak másfél évszázadra rá kerül újra napirendre e probléma, történetesen 1848-ban. A pénzadózás végre komoly gazdasági alapot teremtett a szabadságharcnak, azonban már késő volt. Rákóczi seregei vereséget vereségre halmoztak, a nagy reménysége, Franciaország is hasonló helyzetben volt és béketárgyalásokat kezdeményezett. A szabadságharc bukása elkerülhetetlen volt már Franciaország 1704-es höchstädti veresége után, az európai erőviszonyok átbillentek a Habsburgok javára. Maradandóak azonban Rákóczi gazdasági reformkísérletei: a rézpénz és a közteherviselés bevezetésének a megpróbálása – az első kudarccal, a második sikerrel koronázva.